# Ottobeuren
Ottobeuren là một đô thị bang Bayern, Đức.